# هانس ولف (مدیر فوتبال)
هانس ولف (انگلیسی: Hannes Wolf؛ زادهٔ ۱۵ آوریل ۱۹۸۱) بازیکن فوتبال اهل آلمان است.
از باشگاه‌هایی که در آن بازی کرده‌است می‌توان به باشگاه فوتبال نورنبرگ اشاره کرد.